# نيستور بينيتيز
نيستور بينيتيز (بالإسبانية: Néstor Benítez)‏ هو لاعب كرة قدم ومدرب كرة قدم باراغواياني في مركز الدفاع، ولد في 4 سبتمبر 1943. شارك مع منتخب باراغواي لكرة القدم. أما مع النوادي، فقد لعب مع أوليمبيا أسونسيون وبريزيدينتي هاييس وسبورتيفو لوكوينو.